# Himno Istemño
Himno Istemño är Panamas nationalsång. Musiken till sången skrevs av Santos Jorge, och texten skrevs av Dr. Jeronimo de la Ossa.